# Fenilarsenossido
Il fenilarsenossido, o ossido di fenilarsina, è un composto organico contenente arsenico di formula Ph-As=O. Appare come un solido cristallino di colore giallo chiaro, insolubile in acqua ma ben miscibile con DMSO, cloroformio, benzene, dietiletere, etanolo e toluene. Il composto è in grado di legarsi alle proteine in corrispondenza dei gruppi tiolici -SH dei residui di cisteina, danneggiandole o inattivandole. In particolare si è osservato che il fenilarsenossido è un inibitore della protein tirosin fosfatasi.